# Аніслей Гарсія
Аніслей Гарсія (ісп. Anisley García, 19 січня 2002) — кубинська стрибунка у воду. Учасниця Чемпіонату світу з водних видів спорту 2022, де в стрибках з десятиметрової вишки в півфіналі посіла 18-те місце й не потрапила до фіналу, в
командних змаганнях посіла 12-те місце, а в
змішаній синхронній вишці посіла 6-те місце.